# Anthospermum pachyrrhizum
Anthospermum pachyrrhizum là một loài thực vật có hoa trong họ Thiến thảo. Loài này được Hiern mô tả khoa học đầu tiên năm 1877.